# Petite messe solennelle
La Petite messe solennelle és una missa composta per Gioachino Rossini l'any 1863, originalment escrita per a quatre solistes, cor mixt, dos pianos i un harmònium. Es va estrenar el 14 de març de 1864 a la capella privada de la residència particular del comte Alexis Pillet-Will, possiblement a petició d'ell, situada a la rue Moncey de París. Posteriorment va ser orquestrada pel mateix Rossini.
Rossini, que s'havia retirat de la composició d'òperes més de 30 anys abans, va escriure aquesta missa quatre anys abans de morir i, per això, és considerada com el seu testament i part del que ell va anomenar Pecats de vellesa. Aquesta peça, refinada i elegant, evita l'opulència sentimental de la major part de les obres litúrgiques contemporànies.
L'obra ampliada és una missa solemnis, però Rossini la va titllar irònicament de petite (petita). La va escriure originalment per a dotze cantants, quatre d'ells solistes, dos pianos i harmònium. La missa es va representar per primera vegada el 14 de març de 1864 a la nova casa de la parella a París. Rossini va produir més tard una versió orquestral, que inclou un moviment addicional, una configuració de l'himne O salutaris hostia com a ària de soprano. Aquesta versió de la missa no es va fer durant la seva vida perquè no va poder obtenir el permís per fer-la amb cantants en una església. Es va representar per primera vegada tres mesos després de la seva mort, a la Salle Ventadour de París per la companyia del Théâtre-Italien el 24 de febrer de 1869.
Mentre que les publicacions van començar aquell any, la primera edició crítica no va aparèixer fins al 1980, seguida de més edicions el 1992, el bicentenari del naixement del compositor.

## Història

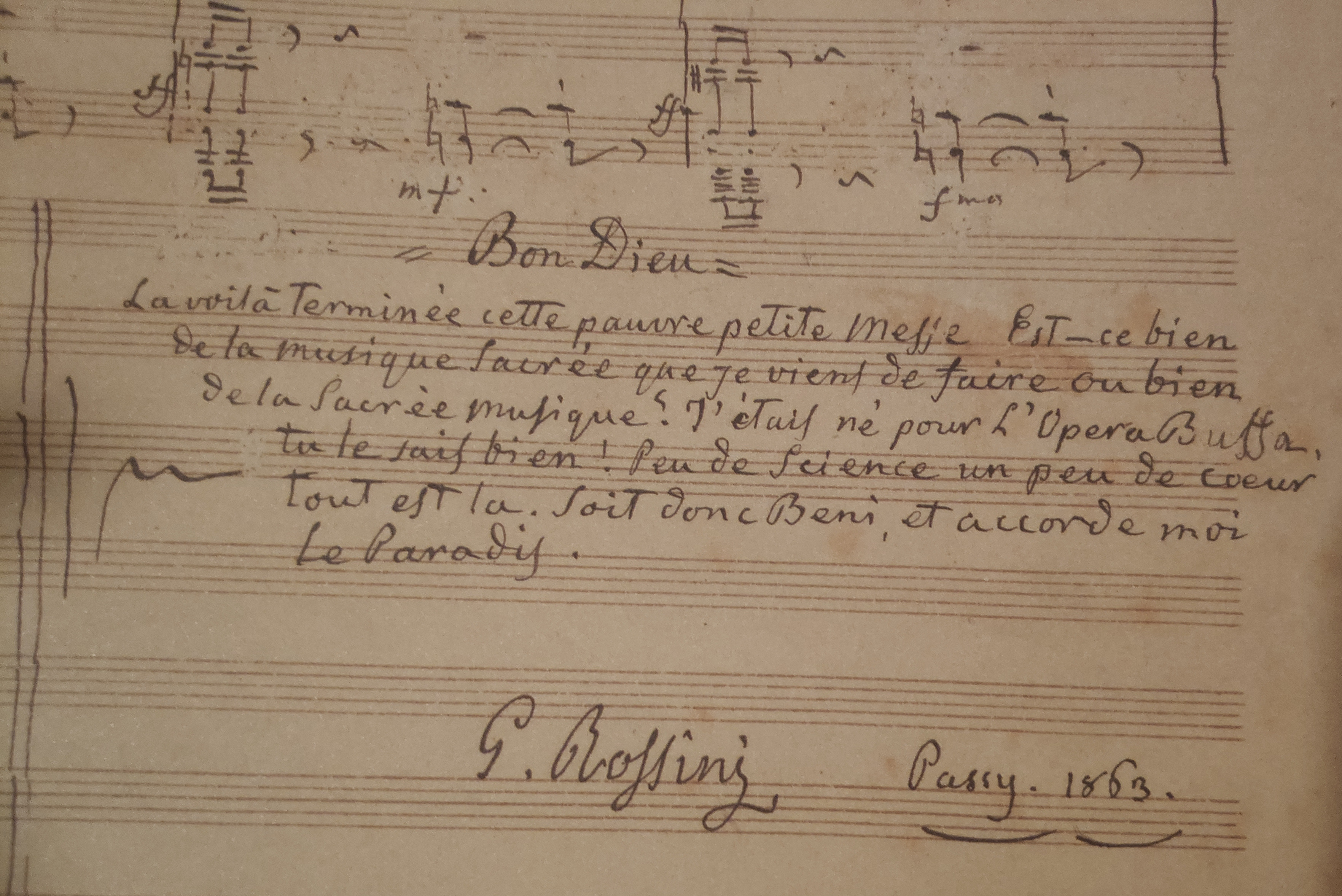
La inscripció del compositor al final de la composició, «Bon Dieu. La voilà terminée cette pauvre petite messe. Est-ce bien de la musique sacrée que je viens de faire ou de la sacrée musique ? J'étais né pour l'opera buffa, tu le sais bien ! Peu de science, un peu de cœur, tout est là. Sois donc béni et accorde moi le Paradis. G. Rossini, Passy. 1863.»

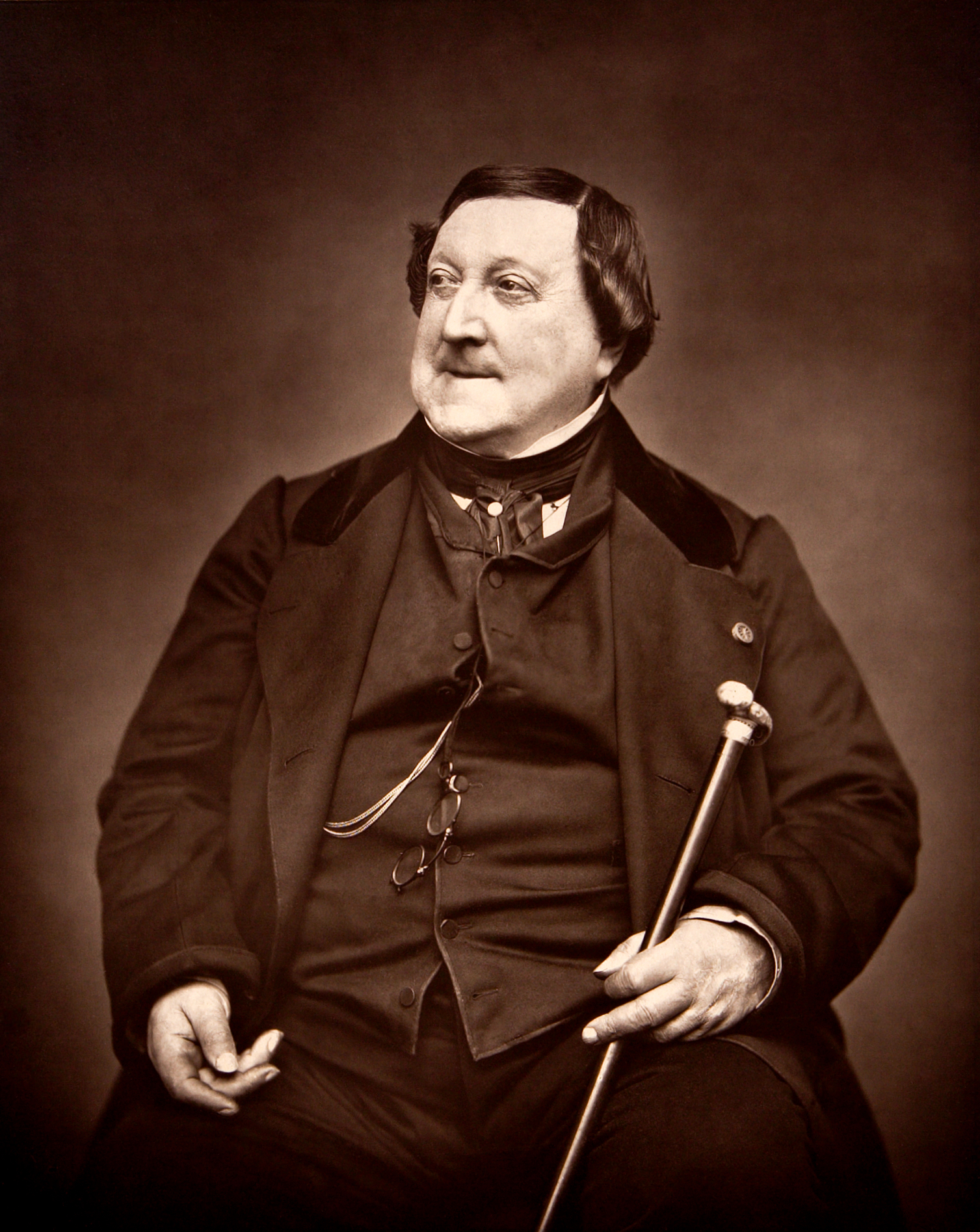
El compositor el 1865

Rossini va compondre la Petite messe solennelle l'any 1863, 34 anys després d'haver escrit la seva darrera òpera, a Passy, on va passar les últimes dècades de la seva vida. Rossini i la seva dona van entretenir un cercle d'amics, celebrant samedi soirs per als quals va compondre diverses peces de música de cambra, sovint vocals, que el compositor va anomenar els seus péchés de vieillesse (pecats de la vellesa). La missa possiblement va ser encarregada pel comte Alexis Pillet-Will per a la seva dona Louise a qui està dedicada, però la musicòloga Nancy P. Fleming assenyala que Rossini pot haver tingut raons pròpies per compondre-la, i la va dedicar com a resposta a la posada en escena de la primera actuació.
La missa s'estructura en diversos moviments extensos en la tradició de la missa solemnis, però el compositor la va titllar de petite amb un gra d'ironia. Va escriure a l'última pàgina del manuscrit autògraf (ara conservat a la Fondazione Rossini, Pesaro):
| « | "Bon Déu, aquí està acabada, aquesta pobra petita missa. Estic fent música sagrada o, millor dit, música sacrílega? Vaig néixer per a l'òpera buffa, tu ho saps bé! Poca ciència, una mica de cor, tot està aquí. Siguis beneït i concedeix-me el Paradís". | » |

La partitura inusual per a veus, dos pianos i harmònium està en la tradició del clavicèmbal napolità del segle XVIII. Rossini va especificar, a la segona pàgina del seu manuscrit, dotze cantants en total, assenyalant a la portada: "Dotze cantants de tres sexes, homes, dones i castrati seran suficients per a la seva execució: que és, vuit per al cor, quatre solistes, en total dotze querubins”.

### Representacions

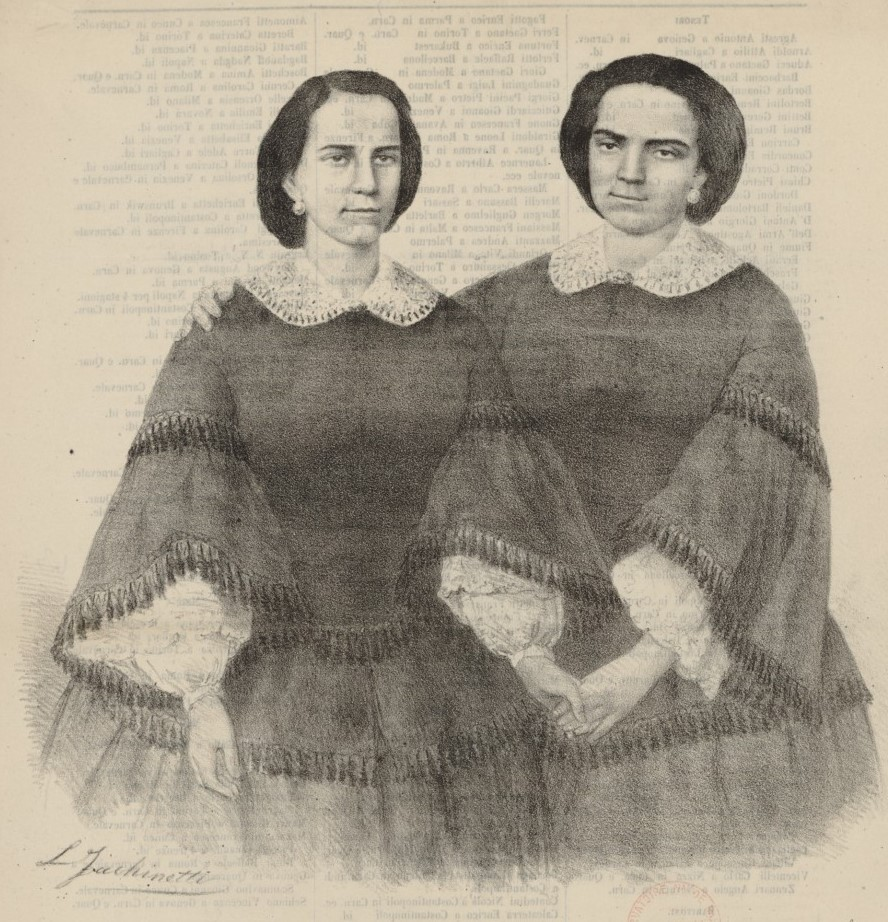
Les germanes Carlotta i Barbara Marchisio, que sovint apareixien juntes, inclosa la primera representació de la missa

La missa es va representar per primera vegada el 14 de març de 1864 a la nova residència de la parella a París, l'hôtel de Louise, comtessa de Pillet-Will. La comtessa és la dedicada d'aquesta peça refinada i elegant. Albert Lavignac, de divuit anys, va dirigir des de l'harmònium. Els solistes van ser les germanes Carlotta i Barbara Marchisio, Italo Gardoni i Luigi Agnesi. Les germanes Marchisio havien actuat juntes en les obres de Rossini abans, com ara les parts principals dels amants de la seva òpera Semiramide. Rossini, que havia ajudat a preparar l'actuació, va passar pàgines al primer pianista, Georges Mathias, i va marcar els tempos assentint amb el cap. Entre els primers oients hi havia Giacomo Meyerbeer, Daniel Auber i Ambroise Thomas. L'actuació es va repetir l'endemà, per a un públic més nombrós que incloïa membres de la premsa.
El 1867, tres anys després de la primera actuació, Rossini va orquestrar discretament la Petite messe solennelle, en part per por que altres ho fessin de totes maneres després de la seva mort. Com que no li agradava el so dels cors de nois de la catedral, va demanar permís al papa per interpretar l'obra amb veus femenines a una església. Quan la seva petició va ser rebutjada, va exigir que la versió orquestral només s'interpretaria després de la seva mort. De totes maneres, el compositor va preferir la versió de música de cambra.

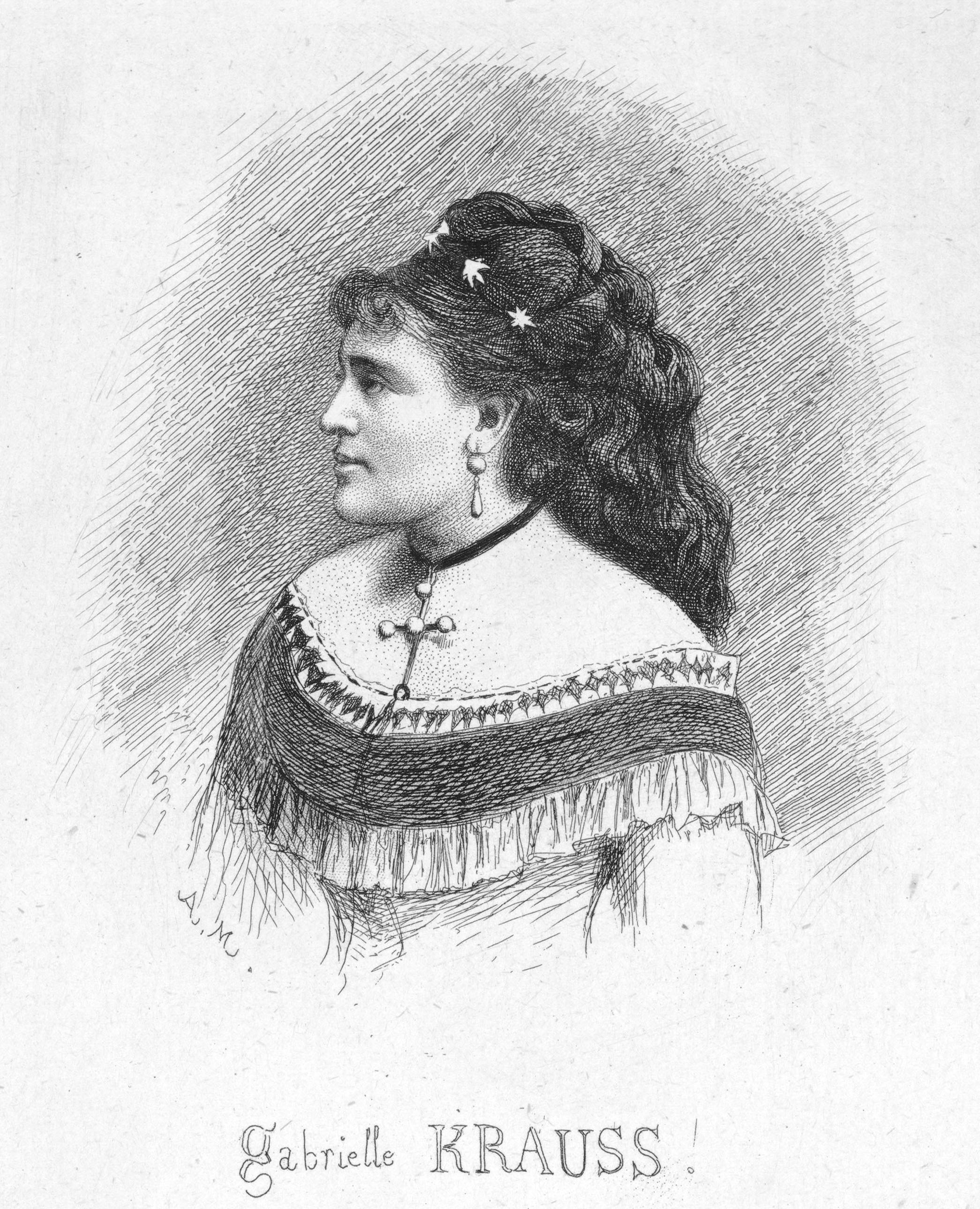
Gabrielle Krauss, la soprano en la primera representació pública

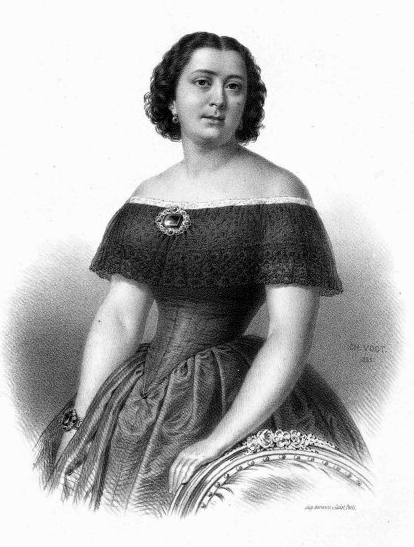
Marietta Alboni, la contralt

La primera interpretació de la versió orquestral, que també va ser la primera representació pública de l'obra, va tenir lloc el 24 de febrer de 1869, prop del que hauria estat el setanta-set aniversari de Rossini. Va ser representat a la Salle Ventadour de París per la companyia del Théâtre-Italien, amb els solistes Gabrielle Krauss, Marietta Alboni, Ernest Nicolas i Luigi Agnesi.

### Publicació
El 1869 es van publicar tant la versió per a piano com la versió orquestral. La primera edició va ser una versió per a piano de Brandis & Dufour que la va posar a disposició el dia de l'estrena, basada en la versió per a piano de Rossini però reduïda a un sol piano, tallant també passatges. Aviat li van seguir edicions de Chappell a Londres, Ricordi a Milà i Oliver Ditson a Boston, una mica més tard de B. Schotts Söhne. Aquestes quatre gravacions tenen en comú que eren escenaris per a harmònium i només un piano. Ricordi va publicar una reducció per a piano de la partitura orquestral en lloc de seguir la versió original per a piano de Rossini. Algunes versions no mencionaven que Rossini pretenia que l'obra fos acompanyada per dos pianos.
Una edició crítica no va aparèixer fins al 1980, quan les Edizioni musicali Otos de Florència van publicar una versió fidel a les intencions del compositor, editada per Angelo Coan. Es van preparar tres noves edicions de la versió per a piano per celebrar el 200 aniversari de Rossini l'any 1992: dues edicions crítiques d'⁣Oxford i Carus-Verlag, i una de Novello, amb només una part de piano.

### Recepció
La recepció de l'obra es va dividir. El crític musical Filippo Filippi a La Perseveranza va assenyalar: "Aquesta vegada, Rossini s'ha superat a si mateix, perquè ningú pot dir què preval, la ciència i la inspiració. La fuga és digna de Bach per a l'erudició". Un periodista de L'Illustration va escriure:
| « | "Des dels primers compassos, es pot percebre l'esperit poderós que animava aquest artista fa trenta anys, en el moment en què va decidir posar fi a la seva gloriosa carrera en el seu punt culminant. El compositor de 'Guillermo Tell' es presenta amb orgull en la seva eminència, i t'adones amb atoniment que ni el temps ni la inactivitat han provocat cap pèrdua de la intel·ligència amb la qual està tan meravellosament dotat. La mateixa facilitat d'inventiva, la mateixa abundància melòdica, la mateixa noblesa d'estil i elegància, els mateixos girs innovadors, la mateixa riquesa harmònica, la mateixa audàcia i encert en la tria de modulacions, la mateixa vigorositat en la concepció i l'expressió, la mateixa facilitat en l'escriptura de les parts i la disposició de les veus, la mateixa habilitat magistral i autoritària en el conjunt de l'obra, així com en l'estructura de cada moviment..." | » |

No obstant això, Giuseppe Verdi es va mostrar molt menys entusiasmat, ja que va escriure al comte Opprandino Arrivabene el 3 d'abril de 1864: "Amb el temps, Rossini ha avançat i ha estudiat! ¿Estudiat què? Personalment, li aconsellaria desaprendre la música i escriure un altre Barber".

## Partitura

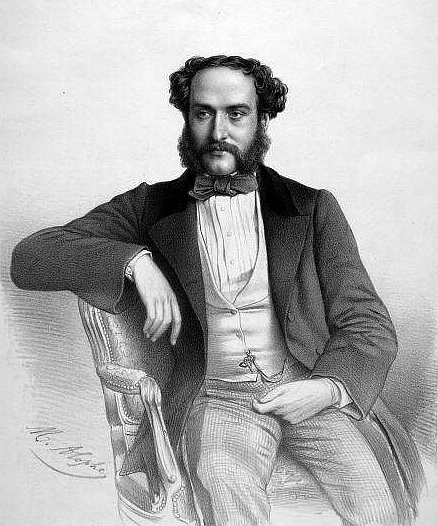
Georges Mathias, el pianista principal de la primera actuació, interpretat per Marie-Alexandre Alophe

En la seva versió original, l'execució de la missa requeria quatre solistes (soprano, contralt, tenor i baix), un cor mixt de dotze cantants, entre els quals hi havia els solistes, dos pianos i harmònium, que de vegades podia ser substituït per un acordió, segons era la primera idea de Rossini, però es considerava massa "popular" per a un marc religiós en el moment de la creació. Aquest baix nombre d'intèrprets contrasta amb la dimensió dels conjunts utilitzats en aquella època per interpretar les grans obres de la música sacra. Això és el que li ha valgut a aquesta massa l'adjectiu petite.
El 1867 Rossini va orquestrar la seva missa per a forces instrumentals molt més grans: tres flautes, dos oboès, dos clarinets, tres fagots, quatre trompes, quatre trompetes, tres trombons, figle, dues cornetes, timbals, dues arpes, orgue i cordes.
Els judicis sobre les dues versions divergeixen. Alguns musicòlegs argumenten que avui es prefereix la versió orquestrada a l'original mentre que d'altres expliquen que el piano retorna la seva "mossegada" a la versió original, que el compositor preferia.

## Estructura
La missa s'estructura seguint les cinc parts del text litúrgic, amb un Kyrie ternari, un Gloria en sis moviments, un Credo dividit en quatre seccions, Sanctus (incloent-hi Hosanna i Benedictus) i Agnus Dei. Rossini va afegir dues composicions anteriors, utilitzant una peça instrumental en forma de preludi i fuga per a un ofertori, i inserint en la versió orquestral una ària de soprano, ambientació de O salutaris hostia. Com apunta Fleming, la inserció d'un ofertori instrumental i/o d'un motet com O salutaris hostia s'esmentava a La France musicale en articles sobre misses contemporànies. El Kyrie i el Gloria formen la Part I, els altres moviments es combinen com a Part II.
A la següent taula dels moviments, les marques, les tonalitats i les indicacions de temps estan extretes de la partitura coral de Ricordi, utilitzant el símbol del temps comú (4/4). La taula reflecteix la puntuació original però inclou el moviment afegit " O Salutaris</link> ". En moviments sense notes, tant piano(s) com harmònium acompanyen les veus.
| Part               | No. | Incipit                  | Temps                     | Veus         | Tonalitat           | Temps       | Notes              |
| ------------------ | --- | ------------------------ | ------------------------- | ------------ | ------------------- | ----------- | ------------------ |
| Part I             |     |                          |                           |              |                     |             |                    |
| Kyrie              | 1   | Kyrie eleison            | Andante maestoso          | SATB         | La menor – Do major | common time |                    |
| Kyrie              | 1   | Christe eleison          | Andantino moderato        | SATB         | Do menor            | 4/2         | a cappella         |
| Kyrie              | 1   | Kyrie eleison            | Andante maestoso          | SATB         | Do menor – La major | common time |                    |
| Gloria             | 2   | Gloria in excelsis Deo   | Allegro maestoso          | SATB         | Fa major            | common time |                    |
| Gloria             | 2   | Et in terra pax          | Andantino mosso           | S A T B SATB | Fa major            | 2/4         |                    |
| Gloria             | 3   | Gratias agimus tibi      | Andante grazioso          | A T B        | La major            | 2/4         |                    |
| Gloria             | 4   | Domine Deus              | Allegro giusto            | T            | Re major            | common time |                    |
| Gloria             | 5   | Qui tollis peccata mundi | Andantino mosso           | S A          | Fa menor            | common time |                    |
| Gloria             | 6   | Quoniam tu solus sanctus | Adagio · Allegro moderato | B            | La major            | common time |                    |
| Gloria             | 7   | Cum Sancto Spiritu       | Allegro a capella         | SATB         | Fa major            | common time |                    |
| Part II            |     |                          |                           |              |                     |             |                    |
| Credo              | 8   | Credo in unum Deum       | Allegro Cristiano         | S A T B SATB | Mi major            | common time |                    |
| Credo              | 9   | Crucifixus               | Andantino sostenuto       | S            | La bemoll major     | common time |                    |
| Credo              | 10  | Et resurrexit            | Allegro                   | S A T B SATB | Mi major            | common time |                    |
| Preludio religioso | 11  |                          | Andante maestoso          |              | Fa sostingut menor  | common time | piano              |
| Preludio religioso | 11  |                          | Andantino mosso           |              | Fa sostingut menor  | 3/4         | piano or harmonium |
| Ritornello         |     |                          | Andante                   |              | Do major            | 6/8         | harmonium          |
| Sanctus            | 12  |                          | Andantino mosso           | S A T B SATB | Do major            | 6/8         | a cappella         |
| O Salutaris        | 13  | O salutaris hostia       | Andante                   | S            | Sol major           | common time |                    |
| Agnus Dei          | 14  |                          | Andante sostenuto         | A SATB       | Mi minor            | 3/4         |                    |

## Música
Fleming compara la missa amb les òperes de Rossini i les primeres composicions de misses, i troba línies vocals contingudes, fins i tot en els melismes de l'Agnus Dei, però observa la seva "predilecció pels girs harmònics picants". Ella resumeix la seva "fe optimista i profundament sentida. Robert King, el director de The King's Consort, assenyala: "Certament és solennelle, perquè és una obra religiosa sincera que mostra les extraordinàries capacitats compositives d'aquest sorprenent home del teatre: està ple de dramatisme, patetisme, color i intensitat."

### Kyrie
L'estructura del Kyrie, seguint les tres denominacions litúrgiques, Kyrie eleison. Christe eleison. Kyrie eleison (Senyor, tingueu pietat. Crist, ...), és ternària, en la forma A–B–A'.
- "Kyrie eleison" Andante maestoso ( = 108) la menor (mesures 1-35)
- "Christe eleison" Andantino moderato ( = 66) en do menor (mesures 36-57)
- "Kyrie eleison" com a repetició de la primera part, però en altres claus (mesures 58–90)[15]

L'obra s'obre en la menor, amb dos acords marcats pppp, extremadament suaus. Aleshores, el piano comença un motiu d'ostinato que roman present durant tot el moviment. Apareix un flux continu de setze en un patró de la primera, tercera i quarta tocada en octaves per la mà esquerra, mentre que la segona apareix com un acord sincopat a la mà dreta. L'harmònium introdueix motius repetits pel cor. Les veus recullen una línia que s'aixeca lentament sobre la paraula "Kyrie", marcada sotto voce, a imitació⁣: primer tenor i baix, un compàs després contralt, un compàs després soprano. La paraula "eleison" apareix en contrastos d'acords homofònics marcats forte, però <i>smorzando</i> al piano per les repeticions de la paraula. Una segona denominació comença al compàs 18 en do major, marcat pppp per a "Kyrie" però amb un altre forte sobtat i decrescendo per a "eleison".

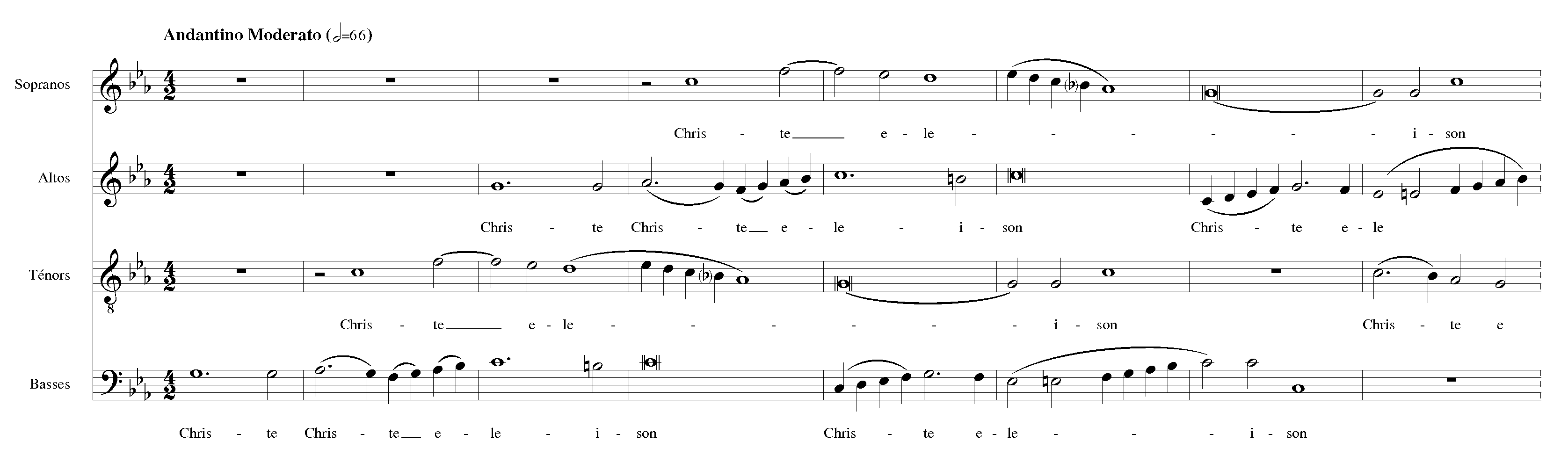
Inici de l'⁣a capella "Christe eleison"

La secció del mig, "Christe eleison", és un doble cànon d'estil arcaïtzant. Marcat "tutto sotto voce e legato" es manté en un nivell dinàmic, diferent dels contrastos dinàmics de la primera part. Aquesta música va ser composta per l'amic de Rossini Louis Niedermeyer com a "Et incarnatus" d'una missa solemne, i inclosa per Rossini "possiblement com a afectuós homenatge personal", com apunta el musicòleg David Hurwitz.
El segon "Kyrie" torna al primer tempo i temes, però a través d'un camí tonalment invertit: do menor en lloc de la menor, després la major en lloc de do major. Després de la segona exposició, el final transcorre per una cadena d'harmonies sorprenents (compassos 75 a 80) que condueixen a la cadència final.

### Gloria

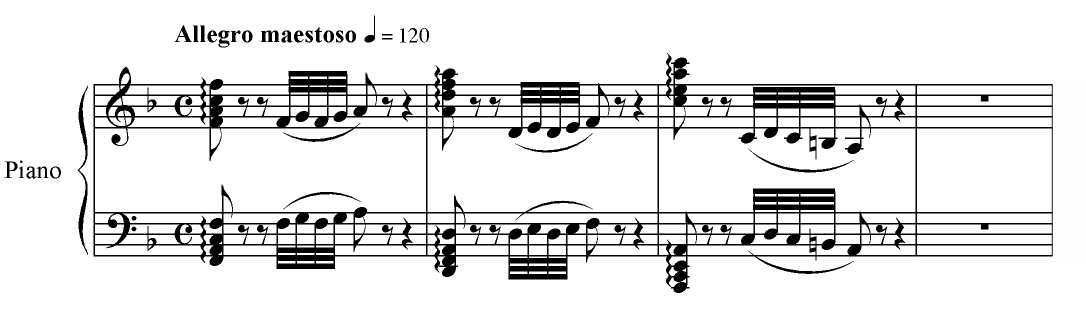
Inici del Glòria

El Gloria se subdivideix en sis moviments (set seccions), semblants a les misses barroques com les misses breus de Bach.

#### Gloria in excelsis Deo
Marcat amb Allegro maestoso ( = 120), la primera línia s'introdueix amb dues seqüències de tres motius cordals, separats per una mesura de silenci. Segons Claire Delamarche, aquests representen els trois coups que anuncien l'aixecament del teló en la tradició teatral francesa. Les sopranos soles canten la primera línia, "Glòria a Déu en l'Altíssim", repetida per una harmonització de quatre parts.

#### Et in terra pax

Baix sol

Després de sis compassos d'interludi de piano, el baix solista comença suaument el text "I pau a la terra", al qual s'incorporen més tard els altres solistes. Finalment, les quatre parts del cor es repeteixen una darrere l'altra suaument "adoramus te" (us preguem) i conclouen la secció cantant en homofonia "glorificamus te" (us glorifiquem), marcada de nou sotto voce.

#### Gratias

Tema del baix amb piano

El segon moviment del Gloria és un trio per a contralt, tenor i baix. Estableix el "Gratias agimus tibi propter magnam gloriam tuam" (Us donem gràcies per la vostra gran glòria). Marcat Andante grazioso ( = 76) en 2/4, està format per:
- una introducció al piano
- tema A, utilitzat en diferents veus (compassos 24-51)
- presentació d'un nou tema, B (compassos 51-58)
- una digressió cromàtica per a piano (compassos 59-65)
- un breu retorn al tema A (compassos 67-76)
- desenvolupament del tema B (compassos 76-94)
- una llarga cadència plagal (compassos 96-114)[15]

La configuració per a tres veus il·lustra "Us donem les gràcies.

#### Domina Deus
El tercer moviment del Gloria és una ària de tenor, amb "Domine Deus rex celestis" (Senyor Déu, Rei del Cel). Marcat amb Allegro giusto i fortissimo ( = 120) en temps comú, s'introdueix amb un tema semblant a una marxa amb un patró d'una nota llarga accentuada sincopada al temps 2 de la majoria de compassos, que el tenor recull. El segon pensament, "Domine Deus Agnus Dei" (Senyor Déu, anyell de Déu) es presenta en un contrast de triple piano i ritme igualat. Un tercer aspecte, "Domine Deus Filius Patris" (Senyor Déu, Fill del Pare), apareix fort i amb un acompanyament uniforme en triplets. L'ària és, per la seva música de síncopes enèrgiques, ritmes puntejats i salts, una imatge d'un majestuós rei celestial.

#### Qui tollis
El quart moviment del Gloria és un duet per a les dues solistes, que expressa "Qui tollis peccati mundi, miserere nobis" (Tu que portes els pecats del món, tingues pietat). Marcat com a Andantino mosso ( = 76) en temps comú, té les dues veus sovint en paral·lel de terceres i sextes.

#### Quoniam
El cinquè moviment del Gloria és una ària de baix sobre el text "Quoniam tu solus sanctus" (Perquè només tu ets sant). Una breu introducció, marcada Adagio, condueix a una secció de piano ampliada, marcada Allegro moderato ( = 76) amb contrastos en la dinàmica.

#### Cum Sancto Spiritu
El moviment final del Gloria és un cor sobre les paraules "Cum Sancto Spiritu in Gloria Dei Patris". (Amb l'Esperit Sant en la glòria de Déu.) Amén". Es presenten primer com al començament del Gloria, tornant a la clau inicial. Després, marcats Allegro a capella, s'amplien a llarga fuga amb un desplegament de contrapunt. Poc abans del final, l'obertura del Gloria es repeteix a les primeres paraules, unificant encara més el moviment.

### Credo
A diferència del Gloria, el text del Credo és majoritàriament en el mateix personatge, interromput només per un breu solo de soprano "Crucifixus" (Crucificat) i un episodi "Et resurrexit" (I ressuscitat), conclòs per una altra fuga. La paraula "Credo" (crec) la canten primer els tenors, després les sopranos i de nou el cor. Aquesta afirmació de creença es repeteix diverses vegades al llarg del moviment, estructurant-lo i unificant-lo, d'una manera que Niccolò Jommelli, Mozart i Beethoven feien servir abans, entre d'altres.
Marcat Allegro Cristiano ( = 120), un començament fort es contrasta expressant suaument "in unum Deum" (en un sol Déu), començant en el mateix to, que recorda el to del cant gregorià. A continuació, els solistes, amb inici de la contralt i el tenor, canten el passatge "Et incarnatus est" (I va néixer) amb el mateix estat d'ànim. Les veus femenines del cor anuncien a l'uníson⁣: "Et homo factus est" (i es va fer home), repetit per les veus masculines, després el piano interpreta una seqüència de motius breus, interromput per nombrosos descansos.

#### Crucifixus
La crucifixió està il·lustrada per la soprano solista, marcada Andantino sostenuto ( = 80), amb un suau acompanyament en ostinato.

#### Et resurrexit
La resurrecció és anunciada per les sopranos, primer soles, després per un acord fort en els instruments que canvia el mi bemoll que canten per re sostingut d'un acord de si major, en el qual s'uneixen les altres veus. Després d'aquesta sorpresa, es canta el nou text amb temes de la primera secció, conclosa per "Credo". Una altra fuga amplia el text "Et vitam venturi saeculi. (I la vida d'un món per venir.) Amén". Acaba de forma operística, amb una stretta, una línia retardada lenta de tots els solistes, finalment un últim "Credo".

### Preludi religioso
Per a l'⁣ofertori litúrgic, Rossini va inserir una peça instrumental que havia compost abans, una combinació de preludi i fuga. El preludi, setze compassos de 4/4 Andante maestoso ( = 92), està escrit per a piano i demana dinàmiques que van des del doble forte fins al doble piano una corda. Anuncia alhora la tonalitat fa ♯, i el caràcter modulador del moviment, mitjançant acords manllevats de tecles llunyanes. L'estil rítmic solemne ( .. ) no es repetirà fins al postludi de quatre compassos de la fuga.

Tema de la fuga, (17–21)

Rossini indica que la fuga (sense el postludi escrit explícitament per a piano) es pot tocar igualment al piano o a l'harmònium. A 3/4, Andantino mosso ( = 76) amb un ritme regular de corxeres, la fuga té un tema en forma de gir com el motiu BACH, que té la mateixa obertura cromàtica que el famós tema de Fantasia i fuga sobre el tema BACH de Franz Liszt. Rossini demostra tant la seva inventiva (sobretot pel que fa a gestió de la tonalitat, que sovint evoluciona cap a tecles llunyanes) com la seva impressionant capacitat per dominar les contradiccions.
L'estructura comença clàssicament amb una fuga amb l'⁣exposició del tema successivament a les tres veus a una dinàmica de piano. El motiu del gir en fa ♯ menor es repeteix quatre vegades a l'⁣interval d'una tercera creixent (do ♯, mi ♯, sol ♯ i si ♯), seguit d'un desenvolupament d'una seqüència d'⁣arpegis en terceres descendents. La línia melòdica passa a la dominant per acompanyar l'exposició del tema en segona veu, amb una sèrie de cors disposats en un interval constant de tercera o sisena amb el tema. Aquesta disposició es repeteix durant l'exposició del tema a la tercera veu en fa ♯ menor.
Segueix un llarg episodi de 29 compassos, on les modulacions són legió. Per exemple, una seqüència basada en les tres primeres notes del tema del principi es repeteix vuit vegades seguides a partir del compàs 47. A la partitura es marquen nombroses dinàmiques: piano, forte, crescendo i decrescendo. Aquest episodi acaba amb el doble forte decrescendo sobre una cadència perfecta de sol ♯ (re ♯ setena dominant → sol ♯ major), repetida dues vegades de manera idèntica. L'acord de sol ♯ major esdevé la dominant de la tonalitat de la segona exposició.
La segona exposició del tema comença al compàs 70 a la mà esquerra, en do ♯ menor, després a la mà dreta en sol ♯ menor al compàs 78. S'escolten els mateixos 29 compassos episòdics que abans, però transposats, després s'amplien amb 26 compassos de nou desenvolupament, utilitzant sempre nombroses seqüències.
Un compàs complet de repòs (compàs 140) precedeix una cadència en fa ♯ menor, després fa ♯ major, de la qual el la ♯ es transforma en la tònica de la tonalitat si ♭ menor per al postludi, després la dominant de la cadència en mi ♭ menor, seguit d'un acord mi ♭ major, i conclou sense transició en un acord fa ♯ major.

### Ritornello
Rossini va escriure un breu passatge instrumental, probablement per establir la tonalitat de do major i l'estat d'ànim per al següent Sanctus. El "Ritornello" i el "Sanctus" que segueix estan en efecte en la mateixa tonalitat de do major (tots dos en 6/8).

### Sanctus
L'aclamació "Sanctus" (Sant) apareix tres vegades, cantada pel cor, cada cop més intensa que abans. "Pleni sunt coeli et terra" (Plens són el cel i la terra) comença com un cànon de les veus del cor, començant fort i acabant suaument. "Hosanna in excelsis" (Hosanna en l'Altíssim) és cantada per parelles de solistes a l'uníson. Per a "Benedictus qui venit in nomine Domine" (Beneït el qui ve en nom del Senyor), el cor presenta una suau melodia en triplets. La seqüència es repeteix en diferents desenvolupaments harmònics i amb els solistes agafant el relleu de la secció "Benedictus". El moviment culmina amb una forta afirmació en vuit parts de "in excelsis".

### O Salutaris
Aquest moviment no formava part de la versió original de Rossini per a dos pianos i harmònium, però el va inserir en la seva versió per a orquestra. Va transposar una composició anterior, que originàriament era en mi major per a contralt, però com que el solista contralt va haver de cantar posteriorment l'Agnus Dei, es va tornar a assignar a la soprano. Es va fer costum incloure'l fins i tot en actuacions i edicions amb piano(s).
L'himne "O salutaris hostia" de Tomàs d'Aquino s'ha utilitzat en composicions de misses properes a l'Agnus Dei des del Renaixement. Va ser musicat al segle XVIII per Guillaume-Gabriel Nivers, Henry Madin i Jean-Paul-Égide Martini, i per Franz Liszt al segle XIX. Rossini utilitza les quatre primeres línies (de vuit). La línia melòdica de la soprano solista comença amb un acord de setena trencat a l'alça.
Aquest moviment en 3/4, amb tempo Andantino sostenuto ( = 88), s'estructura com:
- una introducció per a piano de vint compassos
- una secció A–B–A (compassos 21 a 91)
- una repetició de la introducció, compartida entre el piano i el solista (compassos 92 a 103)
- una secció A'–B'–A' (compassos 104 a 154)
- un final amb piano en un estil noble, igual que al llarg de l'obra[15]

El tema i el seu acord de setena trencat (sol-si-re-fa♯) que caracteritzen aquest moviment s'enuncia primer com a setena major en els dos primers passatges de la primera secció A amb un acompanyament discret. Per acabar aquesta secció, el tema arpegia una setena dominant. A la segona secció A, el tema repeteix primer la setena major abans de convertir-se en una setena menor amb una tercera menor al segon passatge (sol-si♭ -re.fa♮).
La línia melòdica de la part B contrasta tant pel seu caràcter estàtic i la vehemència de l'acompanyament del piano, com per la dinàmica de doble forte, que li donen un caràcter brutal, com per l'ús de seqüències (mi♭ major per començar, després si major, sol major, mi♭ major, etc.). Aquesta secció acaba amb un descens cromàtic en l'acompanyament en dinàmica de piano quàdruple, fins a una setena dominant de sol major, per preparar el retorn de la segona secció A en la tonalitat original.
Una repetició dels primers compassos de la introducció utilitza només el text "Bella premunt" ("Els exèrcits ens persegueixen"). Mentre el piano repeteix la introducció de manera idèntica, la soprano la dobla diverses vegades per un o dos compassos intercalats amb silencis.
La resta (secció A') està en gran part en forma de seqüències. La secció B' utilitza la part més estàtica del tema B en una altra seqüència. El retorn a la tonalitat de la secció A', repetida de manera idèntica, opera sobre una equivalència enharmònica (sol♭ →fa♯) com en qualsevol altre lloc de l'obra.

### Agnus Dei
El moviment final de la missa comença amb una introducció semblant a la del "Crucifixus". Aleshores, el piano comença un altre patró d'ostinato com a base per a les melodies expressives del solista contralt, repetint moltes vegades "Agnus Dei, qui tollis peccata mundi, miserere nobis" (Anyell de Déu, traieu els pecats del món, tingueu pietat). Després d'una llarga cadència, el cor canta a capella, dues vegades i molt senzillament: "Dona nobis pacem". Aquest procés es repeteix en diferents harmonies, i una vegada més en un mode major, donant lloc a una intensa petició de pau del solista i del cor junts. A continuació, el moviment torna a la introducció, amb els seus acords suaus interromputs per repòs, i acaba amb uns acords forts martellejats.

## Enregistraments
| Solistes | Orquestra / Instrumentistes                                             | Cor                                                       | Director          | Any  | Companyia discogràfica |
| --- | ----------------------------------------------------------------------- | --------------------------------------------------------- | ----------------- | ---- | ---------------------- |
| Renata Scotto (soprano), Fiorenza Cossotto (mezzosoprano), Alfredo Kraus (tenor), Ivo Vinco (baix)                  | Franco Verganti i Gianluigi Franz (pianos), Luigi Benedetti (harmònium) | Coro Polifonico di Milano                                 | Giulio Bertola    | 1960 | Ricordi Record         |
| Mirella Freni (soprano), Lucia Valentini-Terrani (mezzosoprano), Luciano Pavarotti (tenor), Ruggero Raimondi (baix) | Leone Magiera (piano), Vittorio Rosetta (harmònium)                     | Cor Polifònic del Teatro alla Scala                       | Romano Gandolfi   | 1971 | Decca                  |
| Katia Ricciarelli (soprano), Margarita Zimmermann (mezzosoprano), Josep Carreras (tenor), Samuel Ramey (baix)       | Craig Sheppard (piano), Richard Nunn (harmònium)                        | The Ambrosian Singers                                     | Claudio Scimone   | 1984 | Decca                  |
| Cheryl Studer (soprano), Florence Quivar (mezzosoprano), Francisco Araiza (tenor), Paata Burchuladze (baix)         | Orquestra de la Acadèmia Nacional de Santa Cecília                      | Cor de la Acadèmia Nacional de Santa Cecília              | Leonard Bernstein | 1988 | Deutsche Grammophon    |
| Daniela Dessì (soprano), Gloria Scalchi (mezzosoprano), Giuseppe Sabbatini (tenor), Michele Pertusi (baix)          | Orquestra del Teatro Comunale de Bolonya                                | Cor del Teatro Comunale de Bolonya                        | Riccardo Chailly  | 1995 | Decca                  |
| Maria Radoeva (soprano), Milena Storti (mezzosoprano), Jun Ho You (tenor), Frank van Hove (baix)                    | Davide Cabassi, Tatiana Larionova (piano), Dora Bizjak (harmònium)      | Saint Ephraim Male Choir & Schola Cantorum Budapestiensis | Tito Ceccherini   | 2012 | Stradivarius           |